# Peter Clausen
Peter Clausen (født omkring 1721, død 29. juni 1784 på Sankt Croix) var generalguvernør i Dansk Vestindien.
Han var først købmand og kasserer i Vestindisk-guineisk Kompagnis tjeneste, blev derefter af kompagniet 1751 beskikket til guvernør ("Opperhoved") på Sankt Croix og fik 1752 sin bestalling bekræftet af kongen. Efter, at Staten selv havde overtaget øerne i 1755, blev han efter ansøgning entlediget, fik 1758 oberstløjtnants og 1762 obersts karakter. Da regeringen i 1766 ønskede at få inddrevet betydelige udestående fordringer hos beboerne af de vestindiske øer, blev den daværende guvernør, von Pröck, tilbagekaldt og Clausen, der var anset for at være en meget energisk mand, sendt over til øerne som generalguvernør for 3 år. Efter udløbet af disse lod han sig overtale til fremdeles at forblive i sin stilling, men indvikledes snart i alvorlige stridigheder med kommandanten på Sankt Thomas og Sankt Jan, Ulrich Wilhelm de Roepstorff, der vel først afskedigedes, men til gengæld under Struensees regimente udnævntes til generalguvernør i stedet for Clausen. Denne afløste imidlertid atter i 1773 de Roepstorff og forblev nu indtil sin død, 29. juni 1784, på Sankt Croix i sin stilling som generalguvernør for de vestindiske øer, i de sidste tre år dog assisteret af en vice-generalguvernør. Han var meget afholdt og vandt almindelig anerkendelse for sin nidkære virksomhed. Regeringen viste ham sin påskønnelse ved i 1767 at udnævne ham til generalmajor, 1773 til Ridder af Dannebrog og 1780 til generalløjtnant.
Han var gift med Anna Marie Creutzer (død 11. september 1783), en datter af kaptajn Johan Jacob Creutzer, der 1733 havde været med til at dæmpe en farlig opstand blandt slaverne på Sankt Jan.